# Proeuthymia saussurei
Proeuthymia saussurei är en insektsart som först beskrevs av Pierre Adrien Prosper Finot 1903.  Proeuthymia saussurei ingår i släktet Proeuthymia och familjen gräshoppor. Inga underarter finns listade i Catalogue of Life.